# Frank Wollman
Frank Wollman, vlastním jménem František Wollman, (5. května 1888 Bohušovice nad Ohří – 9. května 1969 Praha) byl český dramatik, básník, literární vědec, historik a kritik, slavista, balkanolog, bohemista, slovakista, slovenista, rusista, folklorista, publicista, teatrolog, vysokoškolský pedagog, člen korespondent ČSAV.

## Život
Středoškolská studia absolvoval na pražském reálném gymnáziu v Truhlářské ulici a Akademickém gymnáziu (zde maturita 1907), v letech 1907–1911 vystudoval slovanskou filologii na Filozofické fakultě UK, další rok (1912) pokračoval ve studiích na univerzitě v Berlíně u prof. Alexandra Brücknera. Poté působil jako středoškolský profesor na gymnáziích v Praze (1914), Jičíně (1914–1915), po ukončení vojenské služby (1915–1916) na učitelských ústavech v Soběslavi (1917–1919), krátce ve slovenské Modre a v Bratislavě (1919–1922).
Již v roce 1917 získal na FF UK doktorát filozofie (disertační práce Pověst o bílé paní v literatuře a v tradicích českého lidu), 1922 zde habilitoval prací Vampyrické pověsti v oblasti středoevropské. Po jmenování docentem srovnávacích dějin slovanských literatur přednášel na FF UK (1922–1923), odkud přešel na bratislavskou Univerzitu Komenského, kde působil v letech 1923–1928 (externě pak do zimního semestru 1940 fakticky, v seznamu přednášek je uváděn i v akademickém roce 1940–1941), nejprve jako soukromý docent, od 1925 na pozici mimořádného profesora slovanských literatur a lidových tradic.
V letech 1928–1959 (s výjimkou válečných let) byl řádným profesorem srovnávacích dějin slovanských literatur (později také vedoucím katedry rusistiky a literární vědy) na Filozofické fakultě Masarykovy univerzity v Brně, po válce hostoval na FF Univerzity Komenského v Bratislavě (1946–1947), přednášel na Divadelní fakultě brněnské JAMU (1948–1949 stál v jejím čele jako první děkan, zastával též funkci prorektora) a na FF Univerzity Palackého v Olomouci. Souběžně vyučoval na Pedagogické fakultě UK (1946–1948), společně s Janem Mukařovským a Albertem Pražákem vedl Ústav pro českou literaturu (1948), od roku 1949 do 1950 byl jeho 2. vědeckým ředitelem. V roce 1952 zvolen členem korespondentem ČSAV, od 1959 v důchodu.
Jeho synem byl literární vědec, slavista, komparatista a vysokoškolský pedagog prof. PhDr. Slavomír Wollman, DrSc. (1925–2012), v roce 2001 byla založena Slavistická společnost Franka Wollmana se sídlem v Ústavu slavistiky na FF MU v Brně. Dne 3. srpna 1972 byla jeho jménem nazvána jedna z ulic městské části Brno-Bystrc.

## Ocenění
Řádný člen České akademie věd a umění od 28. května 1946 (mimořádným zvolen 29. 11. 1933), dopisujícím členem Královské české společnosti nauk se stal 13. ledna 1932. Zahraniční člen Slovinské akademie věd a umění, od června 1935 člen Pražského lingvistického kroužku, nositel Řádu práce (1968) a čestného doktorátu vědy o umění UJEP, který mu byl udělen in memoriam 21. května 1969.

## Dílo
Prof. Frank Wollman patří k předním českým komparatistům a literárněvědným slavistům 20. století. Šíří svých vědeckých, badatelských, publicistických, organizátorských a uměleckých aktivit ovlivnil rozvoj mnoha oborů, zejména literárněvědnou folkloristiku, literární teorii, etnologii, dějiny slavistiky, srovnávací dějiny slovanských literatur a teatrologii, jeho reprezentativní bibliografie z roku 2006 obsahuje 800 položek.
Byl autorem básní, esejí, cestopisů i vlastní dramatické tvorby, aktivně pracoval v Mezinárodním i Československém komitétu slavistů, v Učené společnosti Šafaříkově, sekci jazyka a literatury ČSAV a vedl literárněvědnou sekci pobočky ČSAV v Brně. Organizačně i obsahově se podílel na přípravě a realizaci řady vědeckých akcí (zejména mezinárodních slavistických sjezdů a Pražského lingvistického kroužku), patřil k spoluzakladatelům Koliby, obce umělecké tvorby, která od roku 1914 sdružovala literáty a výtvarníky Moravy a Slezska.
Redakčně a editorsky působil v časopisech Československé divadlo (1924), Program (čtrnáctideník pro kulturu a umění, 1946), Slovanský literární klub (1946), Slavia (1946–1969), Slovesná věda (1947–1952). Publicisticky přispíval do mnoha odborných domácích i zahraničních periodik (mj. Časopis Matice moravské, Časopis pro moderní filologii, Česká revue, Československá rusistika, Československo-jihoslovanská revue, Jeviště, Národopisný sborník českoslovanský, Le Monde slave, Linguistica Slovaca, Prager Rundschau, Revue des études slaves Paris, Slavica Slovaca, Slovanský přehled, Slovanské štúdie, Slovo a slovesnost), deníků České slovo, Lidové noviny, Národní listy, Politika/Политика (Bělehrad), Prager Presse i sborníků vědeckých prací bratislavské a brněnské univerzity a ročenek Slovanského ústavu. Byl uznávaným znalcem dramatické tvorby jihoslovanských národů.
V rámci svého bratislavského semináře organizoval na slovenském i moravském venkově široce založený sběr ústní slovesnosti, v letech 1993–2004 výběr z těchto zápisů vyšel ve třísvazkovém výboru pod názvem Slovenské ľudové rozprávky. Záslužná byla také jeho práce pedagogická, vychoval řadu známých českých a slovenských vědeckých pracovníků, vedl seminář pro aspiranty dějin slovanských literatur a založil na filozofické fakultě v Brně studium teatrologie jako oboru.

### Poezie
- Bludný kámen (1918 pod pseudonymem Frank Vlnovský)

### Divadelní hry

#### Publikované
- Bohokrál (1921)
- Rastislav (1922, přepracováno jako trilogie pod názvem Velká Morava; I. Mojmír–II. Rastislav–III. Svatopluk, 1924)
- Člun na moři (1923)
- Stará hádanka (1923)

#### Nevydané
- Abrahamův oltář (Pentalogie I. Abraham–II. Šalamoun–III. Josephus Flavius–IV. Bruno Sperioza–V. Rosenbergovi)
- Fridlant (Historické drama o Albrechtovi z Valdštejna v 5 aktech s epilogem)
- Naslouchač stesků (Vaudeville ze života na jihu Spojených států amerických))
- Stavitel a ďábel (Baladické mysterium ve 3 aktech s epilogem)
- Zabiješ (Aktová hra)
- Poslední masopust Petra Voka na Krumlově
- Svatba v Káni předměstské

### Knižně vydané odborné práce
- Srbochorvatské drama (Bratislava 1924)
- Slovinské drama (Bratislava 1925; slovinsky Slovenska dramatika, Ljubljana 2004)
- Żeromski a Reymont : K slovanskému individualismu (Bratislava 1926)
- Juljusz Słowacki : Theokratické řešení vůdcovského problému (Bratislava 1927)
- Bulharské drama (Bratislava 1928)
- Slovesnost Slovanů (Praha 1928; německy Die Literatur der Slawen, Frankfurt am Main, 2003)
- Dramatika slovanského jihu (Praha 1930; souběžně francouzsky vydané resumé La Littérature dramatique des Slaves du sud)
- Severozápadní Jugoslavija : Kulturně cestopisné črty ze Slovinska, Charvátska a Slavonie (Praha 1935)
- K methodologii srovnávací slovesnosti slovanské (Brno 1936; souběžně francouzsky A propos de la méthodologie de la littérature comparative interslave a samostatně vydané resumé ve francouzštině)
- Slovanství v jazykově literárním obrození Slovanů (Praha 1958)
- Slavismy a antislavismy za jara národů (Praha 1968)

### Sborníky
- Dobrovský a Brno (s E. Dostálem, Brno 1929)
- Sborník Jozefa Gregora-Tajovského (s F. Tichým a L. N. Zvěřinou, Bratislava 1925)
- Obrysy Slovanstva (s A. S. Mágrem, Praha 1929)
- Slovenské ľudové rozprávky : Výber zo zapisov z rokov 1928–1947. Zapísali posluchači slovanského seminára pod vedením Franka Wollmana, Bratislava 1–1993 (Stredné Slovensko); 2–2001 (Západné Slovensko); 3–2004 (Východné Slovensko)